# Nicholas Evans
Nicholas Benbow Evans (Bromsgrove, 1950. július 26. – 2022. augusztus 9.) angol újságíró, forgatókönyvíró, televíziós és filmproducer és regényíró.

## Életrajza
Nicholas Benbow Evans a Worcestershire megyei Bromsgrove-ban született Anthony Evans, egy motormérnöki vállalat igazgatója és Eileen, született Whitehouse fiaként. A Bromsgrove Schoolban tanult. Egy évig tanárként szolgált Szenegálban a Voluntary Service Overseas jótékonysági szervezetnél, majd elsőfokú jogi diplomát szerzett az oxfordi St. Edmund Hallban. A diploma megszerzése után a Newcastle-upon-Tyne Evening Chronicle riportereként dolgozott, majd a London Weekend Television-hoz szegődött, ahol a Weekend World-nél és a The London Programnál dolgozott, valamint 1982 és 1984 között a The South Bank Show executive producere volt. Ez idő alatt forgatókönyveket is írt és adaptált televíziós adásokhoz.
Az 1990-es évek elején megpróbált filmgyártással foglalkozni, de erőfeszítései nem jártak sikerrel, a The New York Times úgy jellemezte, hogy élete abban a szakaszában "összetört és sodródott" volt; melanomát is diagnosztizáltak nála, bár meg fog gyógyulni. De ezalatt egy barátjától hallott egy „sztorit, amitől megborzongtam”: egy „lósuttogó” Délnyugat-Angliában, aki képes meggyógyítani és megnyugtatni a lovakat. 60 000 font adóssága miatt úgy döntött, hogy regényként írja meg a történetet, nem pedig forgatókönyvet ír. A kutatás során az Egyesült Államok Montana, Új-Mexikó és Kalifornia államaiba utazott. Regényének jogait ügynöke és barátja, Caradoc King 3 millió dollárért értékesítette az 1994-es Frankfurti Könyvvásáron.
A The Horse Whisperer című debütáló regénye 1995-ben a 10. helyen állt az Egyesült Államok legkelendőbb regényeinek listáján a The New York Times szerint. 15 millió eladott példányával minden idők legkelendőbb könyveinek listáján szerepel. Az Egyesült Királyságban a The Horse Whisperer a 195. helyen szerepel a BBC Big Read című 2003-as felmérésében, amelynek célja a „nemzet legkedveltebb könyvének” megtalálása volt. 1998-ban film is készült belőle; Robert Redford rendezte, és ő játszott Kristin Scott Thomas, Scarlett Johansson és Sam Neill mellett.
Evans személyes honlapján elárulta, hogy beleegyezett abba a lehetőségbe, hogy filmet készítsen harmadik regényéből, a The Smoke Jumper-ből.

## Magánélete, halála
Evans 1973-ban feleségül vette oxfordi osztálytársát, Jenny Lyont; két gyermekük született, de az 1990-es években elváltak. Ezután feleségül vette Charlotte Gordon Cumming énekes-dalszerzőt. Egy gyermekük született, és neki is született egy gyermeke a Jane Hewland televíziós producerrel való kapcsolatából.
Evans, Cumming és több rokonuk 2008 szeptemberében mérgezést szenvedtek, miután tévedésből elfogyasztották a skóciai nyaralásuk során összegyűjtött, halálos gombákat. Mindannyiuknak vesedialízison kellett átesnie, és Evans 2011-ben átültetésen esett át a lánya által adományozott vesével.
Evans szívrohamban halt meg otthonában, 2022. augusztus 9-én, két héttel 72. születésnapja után. A médiaforrások eltértek abban, hogy Londonban vagy a devoni Totnesben halt-e meg.

## Művei
- The Horse Whisperer  (1995)[18]
- The Loop  (1998)[19]
- The Smoke Jumper  (2001)[20]
- The Divide  (2005)[21]
- The Brave  (2010)[22]

### Magyarul
- A suttogó (The horse whisperer) – Európa, Budapest, 1996 · ISBN 978-963-07-8885-4 · Fordította:  Sóskuthy György
- A csapda (The Loop) – Európa, Budapest, 1999 · ISBN 9630764776 · Fordította: Bihari György
- A füstlovag (The Smoke Jumper) – Európa, Budapest, 2002 · ISBN 9630772140 · Fordította: Pék Zoltán
- Tűzön-vizen át. Zsigmond-trilógia 3. könyv; ford. Bornai Tibor; in: Reader's Digest válogatott könyvek; Reader's Digest, Budapest, 2002 ISBN 9638475862
- Viharhegy (The Divide) – Európa, Budapest, 2007 · ISBN 9789630783422 · Fordította: Tábori Zoltán
- Semper fortis (The Brave) – Európa, Budapest, 2012 · ISBN 9789630794091 · Fordította: Tábori Zoltán

## Filmek
- Murder by the Book (1987)
- Secret Weapon (1990)
- Micsoda nő ez a férfi! (1992)
- A suttogó (1998)

## Fordítás
- Ez a szócikk részben vagy egészben  a   Nicholas Evans című angol Wikipédia-szócikk fordításán alapul.  Az eredeti cikk szerkesztőit annak laptörténete sorolja fel. Ez a jelzés csupán a megfogalmazás eredetét és a szerzői jogokat jelzi, nem szolgál a cikkben szereplő információk forrásmegjelöléseként.